# Laverdines
Laverdines là một xã thuộc tỉnh Cher trong vùng Centre-Val de Loire miền trung Pháp.

## Dân số
| 1962                                | 1968 | 1975 | 1982 | 1990 | 1999 | 2006 |
| ----------------------------------- | ---- | ---- | ---- | ---- | ---- | ---- |
| 93                                  | 102  | 58   | 58   | 47   | 43   | 45   |
| Từ năm 1962 Dân số không tính trùng |      |      |      |      |      |      |